# André Salaman
Pour les articles homonymes, voir Salaman.
André Salaman est un homme politique français né le 16 janvier 1752 à Coursan (Aude) et mort le 28 juin 1828 à Narbonne.

## Biographie
Juge au tribunal de district de Narbonne, il est élu député de l'Aude au Conseil des Cinq-Cents le 24 vendémiaire an IV. Il est conseiller général en 1800 puis conseiller de préfecture sous le Premier Empire.